# آب‌انبار جهاد عشایری
آب‌انبار جهاد عشایری روستایی در دهستان میشان، بخش ماهورمیلانی، شهرستان ممسنی در استان فارس است.
جمعیت این روستا در سال ۱۳۸۵، ۱۴ نفر بوده‌است.